# Núi Pulag
Núi Pulag (tiếng Filipino: Bundok Pulag)  là đỉnh cao nhất của đảo Luzon ở 2.926 mét (9.600 ft) so với mực nước biển. Biên giới giữa các tỉnh Benguet, Ifugao, và Nueva Vizcaya gặp nhau ở đỉnh núi.
Đây là ngọn núi cao thứ ba ở Philippines, bên cạnh núi Apo và núi Dulang-dulang.
Núi Pulag nổi tiếng với "biển mây" và cảnh lên Thiên hà vào lúc bình minh, thu hút nhiều du khách muốn xem cảnh quan "thế giới khác".

## Lịch sử
Người Ibaloi của Benguet ướp xác người chết của họ và đưa họ vào hang động trên núi. Các hang động xác ướp Kabayan, một trong những điểm thu hút chính của địa điểm này, được coi là bảo vật văn hoá quốc gia của Philipines theo Nghị định của Tổng thống số 432.
Mt. Pulag được tuyên bố là một Vườn Quốc gia thông qua Bản tuyên bố của tổng thống số 75 vào ngày 20 tháng 2 năm 1987 với diện tích 11.550 héc-ta (28.500 mẫu Anh). Đây là một phần của Cordillera Biogeographic Zone và là một khu vực của chương trình bảo vệ các khu bảo tồn tổng hợp quốc gia (NIPAP).
Vườn Quốc gia có nhiều dân tộc khác nhau sinh sống như Ibalois, Kalanguya, Kankana-eys, Karao, Ifugaos và Ilocanos.

## Địa lý
Núi Pulag có độ cao 2.922 m (9.587 ft). Đỉnh núi là biên giới của Benguet, Ifugao, và Nueva Vizcaya.

### Khí hậu
Do núi cao nên núi Pulag có khí hậu ôn đới và thường mưa. Lượng mưa trên núi trung bình hàng năm là 4.489 mm (176.7 inch) và tháng 8 là tháng ẩm thấp nhất với lượng mưa trung bình là 1.135 milimét (44,7 inch). Tuyết đã không rơi trên đỉnh của nó trong ít nhất 100 năm qua; tuy nhiên, đã có những đợt mưa tuyết nhỏ trên núi, đặc biệt là trong tháng 12, tháng 1 và tháng 2. Sương giá phổ biến hơn trên núi do nhiệt độ thấp trong những tháng đó. Trong mùa amihan, nhiệt độ ở điểm cao nhất của ngọn núi xuống sâu hơn độ đông lạnh, làm cho nó là nơi lạnh nhất trong cả nước. Tỉ lệ tuyết chỉ ghi nhận được là vào cuối những năm 1800.

### Động vật và thực vật
Núi Pulag có 528 loài thực vật được ghi nhận. Đây là môi trường sống tự nhiên của loài Yushania niitakayamensis và loài thông Benguet (Pinus insularis) nằm trên các khu rừng thông nhiệt đới Luzon ở vùng núi. Trong số các động vật hoang dã bản địa của nó là 33 loài chim và một số loài động vật có vú bị đe dọa duyệt chủng như hươu nai Philippine, Giant Bushy-Tailed Cloud Rat (bowet) và Long-Haired Fruit Bat . Núi Pulag là nơi duy nhất chứa bốn loài chuột cloud rat. Đây là một trong những địa điểm đa dạng sinh học nhất ở Philippines, với chuột loại mới tìm thấy (từ năm 1896) Carpomys melanurus, một loài hiếm có (đặc hữu cho vùng Cordillera) và chim Koch pitta trong số những cư dân có nguy cơ tuyệt chủng.